# قناة الكلوة الجنينية الموسطة الإضافية
قناتا الكلوة الجنينية المُوسّطة الإضافية (بالإنجليزية: paramesonephric ducts)‏ هما قناتان لدى الجنين، تتوضعان على الجوانب الوحشية على الحرف البولي التناسلي، وتنتهيان عند الحديبة الجيبية في الجيب البولي التناسلي البدئي، تتطوران لاحقًا لتشكيل قناة فالوب، والرحم، وعنق الرحم، والثلث العلوي من المهبل عند الأنثى.

## التطوّر
يتكون الجهاز التناسلي الأنثوي من قسمين جنينيين هما الجيب البولي التناسلي، وقناة الكلوة الجنينية الموسّطة الإضافية، ويندمج الاثنان عند الحديبة الجيبية، وتظهر قناتا الكلوة الجنينية الموسّطة الإضافية عند الجنين من كِلا الجنسين، ولكنّها تتطور فقط عند الإناث إلى أعضاء تناسلية، وتتنكّس عند ذكور بعض الأنواع (منهم البشر)، أما قناتا الكلوة الجنينية الموسّطة المجاورة فتتطوران عند الذكور لتنتجان الأعضاء التناسلية الذكرية، وتعتمد الاختلافات التي تحدث على قنوات الكلوة الجنينية الموسّطة الإضافية، وإنتاجها لأعضاء تناسلية على وجود ودرجة تركيز العامل المثبّط لمولر، ويختلف ذلك بحسب جنس الجنين.
تتشكل قناتا الكلوة الجنينية الموسطة الإضافية أثناء تكوين الجهاز التناسلي وقناتي الكلوة الجنينية الموسطة لدى كل من الجنين المذكر أو المؤنث في الأسبوع السادس بعد الإخصاب، خلال هذا الوقت، تهاجر الخلايا المنتشة الأولية من الكيس المحّي إلى الحافة التناسلية (وهي منطقة من اللحمة المتوسطة تنشأ من، وتمتد بالتوازي مع الكلوة الموسّطة).
تتشكل قناتا الكلوة الجنينية الموسطة الإضافية عبر الانغلاف الرأسي-الذنبي لشريط من الظهارة الجوفية المتثخنة التي تمتد من القطاع الصدري الثالث ذيليًا باتجاه الجدار الخلفي للجيب البولي التناسلي، وتندمج الأجزاء الذيلية من قناتي الكلوة الجنينية الموسطة الإضافية بأنبوب واحد يُعرف بالمنشم الرحمي المهبلي قبل أن ينزاح باتجاه الجانب الظهري للجيب البولي التناسلي إلى الحديبة التناسلية مباشرة إلى أنسي قناتي الكلوة الجنينية المتوسطة.

### الهرمون المضاد لمولر
يُتحكّم بتطوّر قناتي الكلوة الجنينية الموسطة الإضافية (قناتي مولر) عبر وجود أو غياب الهرمون المضاد لمولر (والذي يعرف أيضًا بالمادة المثبطة لمولر، أو الهرمون المضاد للكلوة الجنينية الموسطة الإضافية).
الهرمون المضاد لمولر هو بروتين سكري يُفرز بواسطة الخلايا الداعمة (خلايا سيرتولي) عند الذكور عندما يبدأ تمايزهم المورفولوجي كاستجابة لتعبير عامل تحديد الخصية. يبدأ إفراز الهرمون المضاد لمولر نحو الأسبوع الثامن، والذي يؤدي بدوره إلى تراجع قناتي الكلوة الجنينية الموسطة الإضافية بشكل سريع بين الأسبوعين الثامن والعاشر، ومع ذلك يمكن العثور على قناتي كلوة موسطة إضافية صغيرتان، أو بقاياهما عند الذكر البالغ، وتتوضعان في الزوائد الخصوية بشكل قلنسوة نسيجية قرب الخصيتين، ويمكن العثور على بقايا قناتي مولر في القريبة البروستاتية، وهي امتداد من الإحليل البروستاتي في مركز الأكيمة المنوية في الإحليل.
تؤثر مستقبلات الهرمون المضاد لمولر من النمط الثاني، والمعروفة أيضًا باسم ميسر-2 بشكل غير مباشرة على الخلايا المتوسطية المحيطة بقناتي الكلوة الجنينية الموسطة الإضافية بدلًا من التأثير المباشر على ظهارة القناة، ويؤدي تنشيط هذا المستقبل إلى تراجع القناتين.
وُجدت حالات الخصية الهاجرة (الخصية غير النازلة)، والخصية المنتبذة المترافقة بوجود فتق إربي عند ذكور البشر المصابين بطفرات في الجينات المسؤولة عن تشفير الهرمون المضاد لمولر، ومستقبلاته من النمط 2، وكشفت بعض الدراسات عن وجود مجموعة أخرى من مستقبلات الهرمون المضاد لمولر، وهي مستقبلات الهرمون المضاد لمولر نمط 1، اعتمادًا على أن الهرمون المضاد لمولر يتبع لعائلة المستقبلات TgfB/Bmp.
أظهرت الدراسات أن ALK2وAlk3 وَ Alk6 ( Bmpr 1a)تعمل كمستقبلات للهرمون المضاد لمولر. فعندما نعطّل عمل هذه المستقبلات لدى الفئران داخل اللحمة المتوسطة لقناة مولر لا يحدث تنكّس في قناة مولر عند إعطاء الهرمون المضاد لمولر.

## الوظيفة
تتطور قناتا الكلوة الجنينية الموسطة الإضافية عند الإناث إلى الأنبوبين الرحميين (قناتي فالوب)، والرحم، والجزء العلوي من المهبل، وتتنكس قناتا الكلوة الجنينية الموسطة بسبب غياب الإندروجينات الذكرية، وفي المقابل تبدأ قناتا الكلوة الجنينية الموسطة الإضافية بالتكاثر والتمايز لتشكل البنى المذكورة سابقًا، خلال هذا الوقت تتمايز ظهارة قناة الكلوة الجنينية الموسطة الإضافية التي تتكون من طبقة واحدة إلى بنى أخرى، هي الظهارة الهدبية العمودية في الأنبوب الرحمي، والظهارة الحرشفية المطبقة في المهبل.
تشترك قناة الكلوة الجنينية الموسطة وقناة الكلوة الجنينية الموسطة الإضافية بنفس اللحمة المتوسطة بسبب التعبير الجيني لجين Hox، وتلعب الجينات التي تعبرعنهما دورًا مهمًا في صفات البنى المجاورة الموجودة على طول المحور القحفي الذنبي للقناة التناسلية الأنثوية.

## الأهمية السريرية

### الطفرات في الهرمون المضاد لمولر
من المعروف أن لدى الأشخاص الذين تكون صيغتهم الصبغية 46 XY، والذين لديهم طفرات معينة في الجينات المسؤولة عن الهرمون المضاد لمولر أو عن مستقبلاته، صفات نموذجية لتلك الموجودة عند مرضى متلازمة قناة مولر المستديمة (متلازمة بقاء قناة مولر عند الذكور)، بسبب فشل تنكس قناة الكلوة الموسطة الإضافية عندهم، عندما يحدث هذا، تتطور لدى المرضى بنى مشتقة من قناة الكلوة الجنينية الموسطة الإضافية. قد يوجد عند الذكر المصاب بمتلازمة قناة مولر المستديمة قسم علوي من المهبل، أو رحم، أو أنبوبان رحميان إضافة، لوجود الأسهرين.
تكون الأعضاء الأنثوية الخارجية في الموقع التشريحي الصحيح، لكن يختلف موقع الخصيتين، وفي 70 إلى 80% من الحالات المكتشفة، كان موقع الخصيتين طبيعيًا بالنسبة للمبيضين، وفي 20 إلى 30% من الحالات توضعت إحدى الخصيتين في كيس الفتق الإربي، وفي الحالات الأخرى توضعت كلا الخصيتين في كيس الفتق الإربي نفسه. يتوضع الأسهران لدى أي شخص يعاني من متلازمة قناة مولر المستديمة على جانبي الرحم.

### شذوذات قناة الكلوة الجنينية الموسطة الإضافية
ما زالت الشذوذوات التي تتطور في جهاز قناة الكلوة الجنينية الموسطة تحيّر أطباء التوليد وأمراض النساء، إذ تلعب هاتان القناتان دورًا أساسيًا في الجهاز التناسلي الأنثوي وتمايزه لتشكيل الأنبوب الرحمي، والرحم، والجزء العلوي من المهبل، إضافة لعنق الرحم. تحدث العديد من أنواع الاضطرابات عندما يتعطل هذا الجهاز، تتراواح من عدم تخلّق الرحم، أو المهبل، أو تضاعف خلايا غير مرغوب بها في الرحم والمهبل. ترتبط تشوهات قناة الكلوة الجنينية الموسطة الإضافية غالبًا بتشوهات في الجهاز الهيكلي والبولي، وباضطرابات في وظيفة المبيضين، وفي بدء سن البلوغ. ويمكن التعرف على معظم الاضطرابات بمجرد ملاحظة عدم أو اضطراب تشكّل الأعضاء التناسلية الخارجية، وبذلك يُكشف عن الاضطرابات في الأعضاء التناسلية الداخلية، ونظرًا لوجود مجموعة واسعة جدًا من الشذوذات يصعب تشخيص شذوذات قناة الكلوة الجنينية الموسطة الإضافية.
بسبب تحسّن، وتطوّر الأدوات، والتقنيات الجراحية يمكن للنساء المصابات بشذوذات في قناة الكلوة الموسطة الإضافية ممارسة علاقات جنسية طبيعية، من خلال تطبيق تقنيات مكلندو وفيشيتو الجراحية. من ناحية أخرى، حسّنت العديد من التطورات الجراحية الأخرى بشكل كبير فرص الخصوبة والنتائج التوليدية، وساعدت التقنية الإنجابية النساء المصابات بشذوذات في القناتين على الحمل وتوليد أطفال أصحّاء.

## تاريخيًا
سميت القناتان باسم جوهانسن بيتر مولر، وهو الطبيب الذي وصف القناتين في كتابه تطوّر الجهاز التناسلي في عام 1830.